# Harol
Harol ([aˈʁɔl] ) ist eine französische Gemeinde mit 627 Einwohnern (Stand: 1. Januar 2022) im Département Vosges in der Region Grand Est. Sie gehört zum Arrondissement Neufchâteau (bis 2024 Épinal) und ist Mitglied im Gemeindeverband Communauté de communes de Mirecourt Dompaire. Die Bewohner werden Harolais und Harolaises genannt.

## Geografie
Die Gemeinde Harol liegt auf dem sanftwelligen Hochplateau der Vôge, etwa 20 Kilometer westlich von Épinal im Süden Lothringens. Eine Besonderheit stellt die Wasserscheide Nordsee-Mittelmeer dar, die mitten durch das 27,34 km² umfassende Gemeindegebiet verläuft. Harol besteht aus mehreren Dörfern und Weilern. Während der Ortsteil La Rue am Illon liegt, der über Madon und Mosel zum Rhein entwässert, fließen Niederschläge in den Ortsteilen Harol, Le Ménil und Puttegney sowie den Weilern Frison, La Fosse, Le Fleuriot und Saucenot über den Ruisseau de Reblangotte, Côney und Saône zur Rhône ab. Der Ortsteil Longeroye zwischen den Quellen von Illon und Reblangotte liegt schließlich genau auf der Wasserscheide. Die ehemals separaten Dörfer Harol, Longeroye und Le Ménil sind inzwischen zu einer fast durchgehenden langen Siedlung zusammengewachsen.
Die Höhenunterschiede im Gemeindegebiet sind gering und treten nur im Norden der Gemeinde deutlicher hervor. Der größte Teil des Gemeindeareals besteht aus landwirtschaftlichen Nutzflächen. Lediglich an den Gemeindegrenzen im Westen und Süden (Forêt du Ban d’Harol) hat die Gemeinde Anteile an Waldgebieten, die zusammen etwa 15 % am gesamten Gebiet ausmachen.
Nachbargemeinden von Harol sind Damas-et-Bettegney im Norden, Dommartin-aux-Bois im Osten, Charmois-l’Orgueilleux im Süden, Escles im Südwesten sowie Ville-sur-Illon im Westen.

## Geschichte
Das Dorf Harol wurde erstmals 1070 als Haros erwähnt. Es war später Mittelpunkt des ausgedehnten Banns von Harol (Ban d’Harol). Das Gebiet lag zwar im Einflussgebiet der Diözese von Toul, war aber nachweislich seit 1235 vom Kapitel in Remiremont abhängig.
Die Kirche Saint-Èvre wurde im Dreißigjährigen Krieg zerstört und 1765 in der für das 18. Jahrhundert im Süden Lothringens charakteristischen Form mit großem Kirchenschiff neu errichtet.
Nach der Französischen Revolution gehörte die Gemeinde (1801 noch mit der Schreibweise Harot) zunächst zum Wahlkreis Kanton Escles, danach zum Kanton Darney und von 1833 bis 2015 zum Kanton Dompaire.

### Bevölkerungsentwicklung
| Jahr      | 1962 | 1968 | 1975 | 1982 | 1990 | 1999 | 2006 | 2013 | 2021 |
| Einwohner | 460  | 543  | 502  | 509  | 522  | 502  | 563  | 610  | 645  |

Im Jahr 1841 wurde mit 1258 Bewohnern die bisher höchste Einwohnerzahl ermittelt. Die Zahlen basieren auf den Daten von INSEE und cassini.ehess.

## Sehenswürdigkeiten
Die Kirche Saint-Évre mit einer Sandsteinstatue der Jungfrau Maria mit Kind wurde im Ort Harol an einen Bergrücken angelehnt errichtet und ist von Süden her weithin sichtbar.

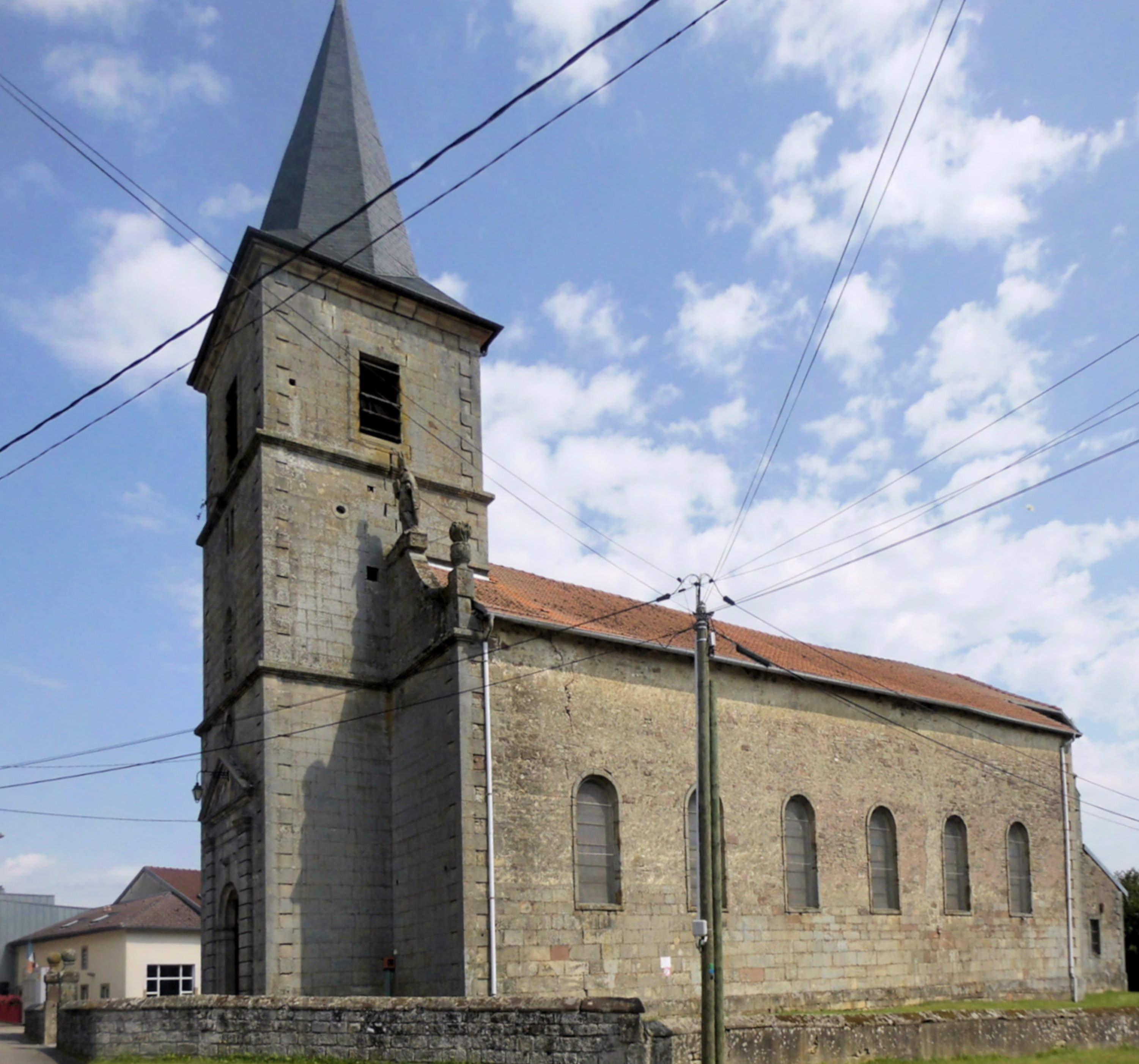
Kirche Saint-Èvre
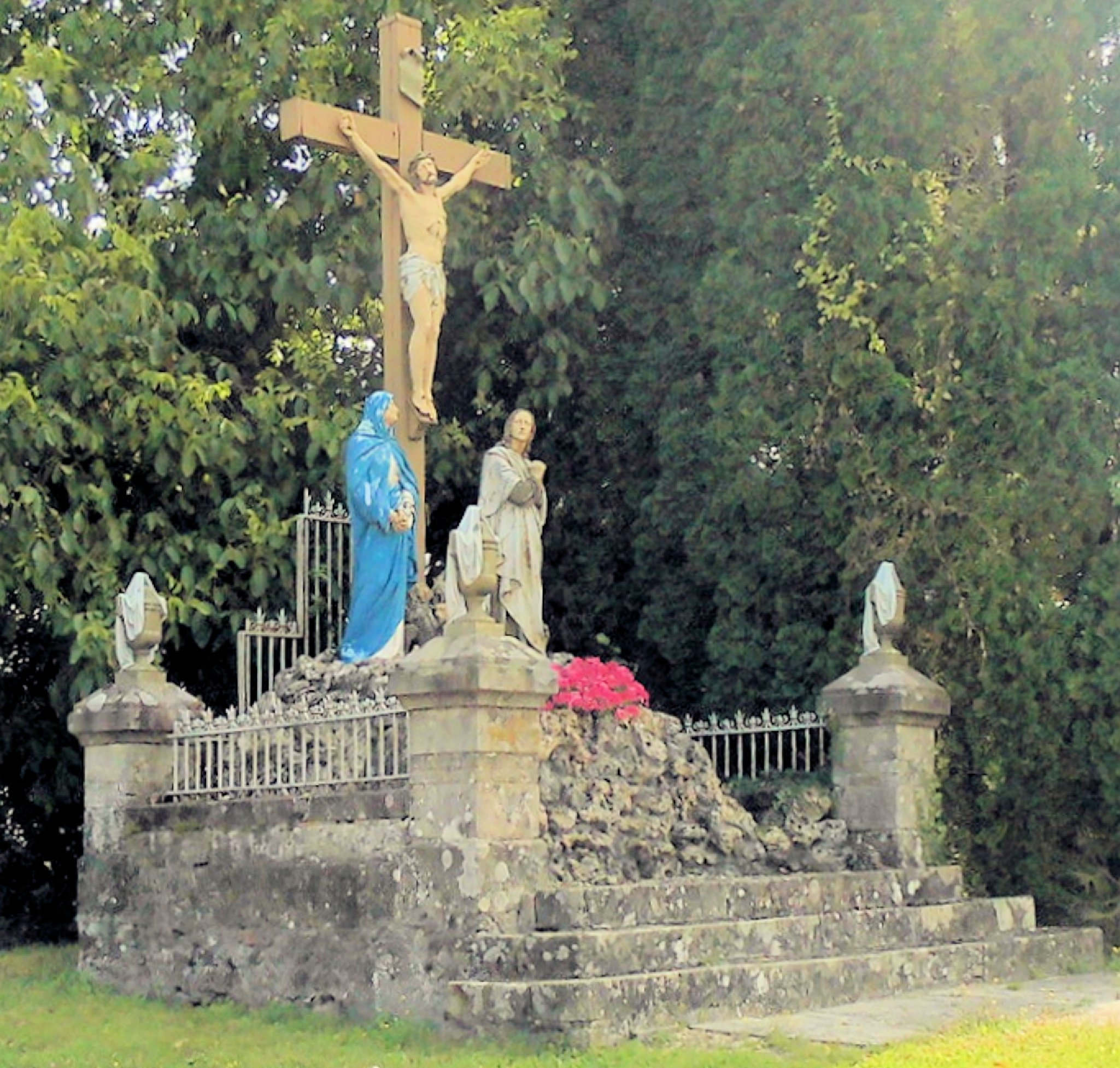
Kalvarienberg
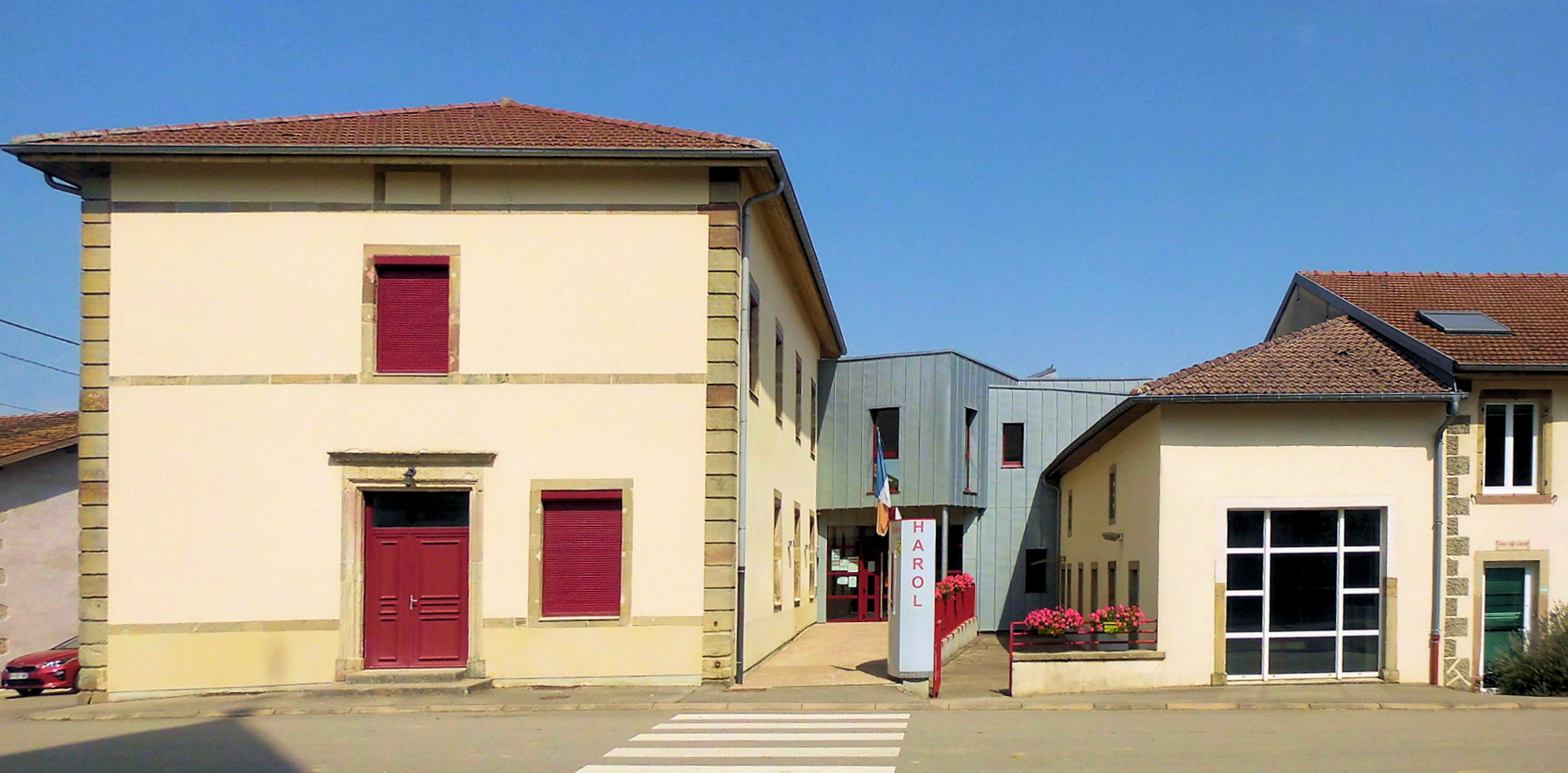
Rathaus und Schule
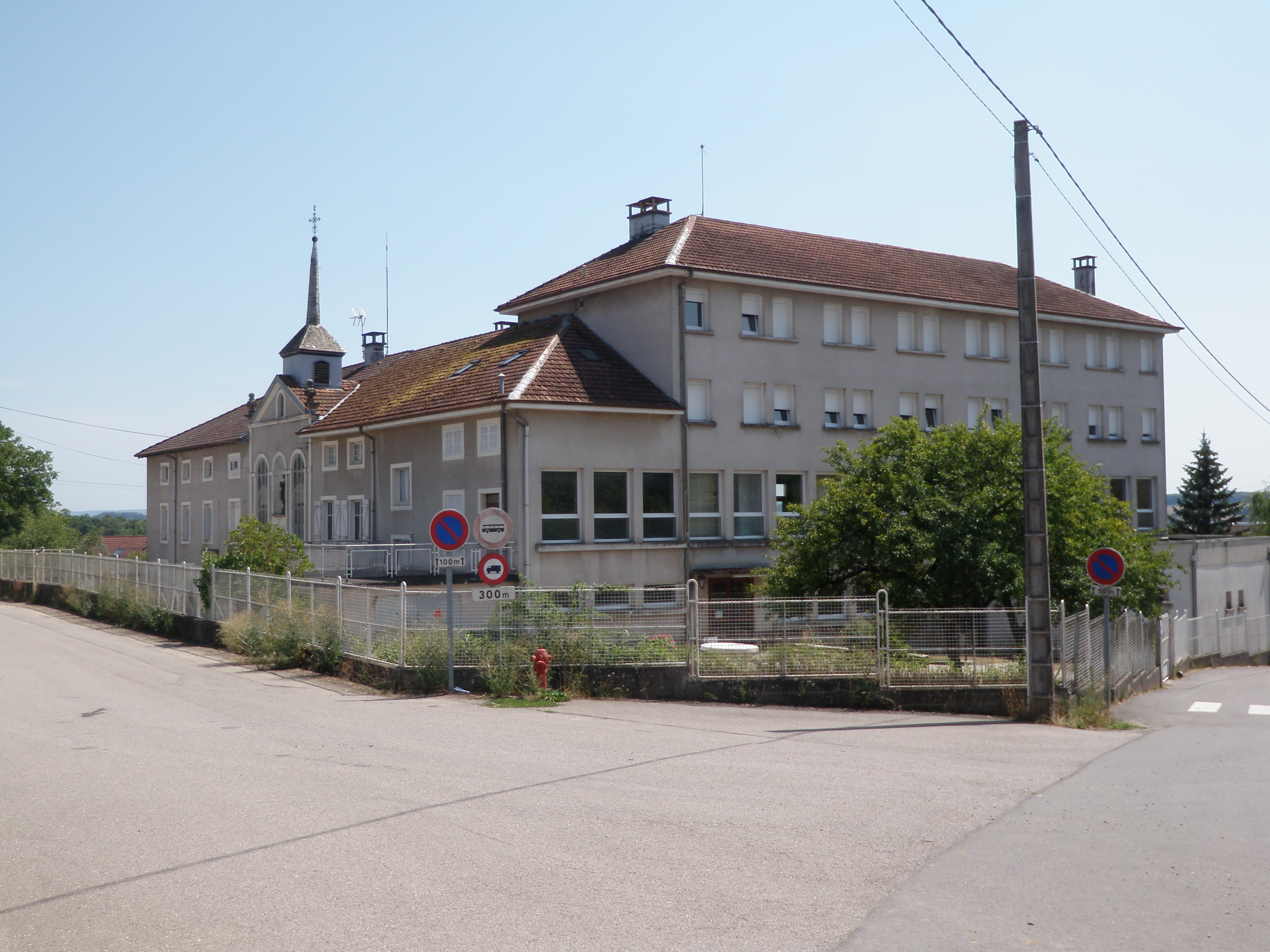
Privatschule La Providence
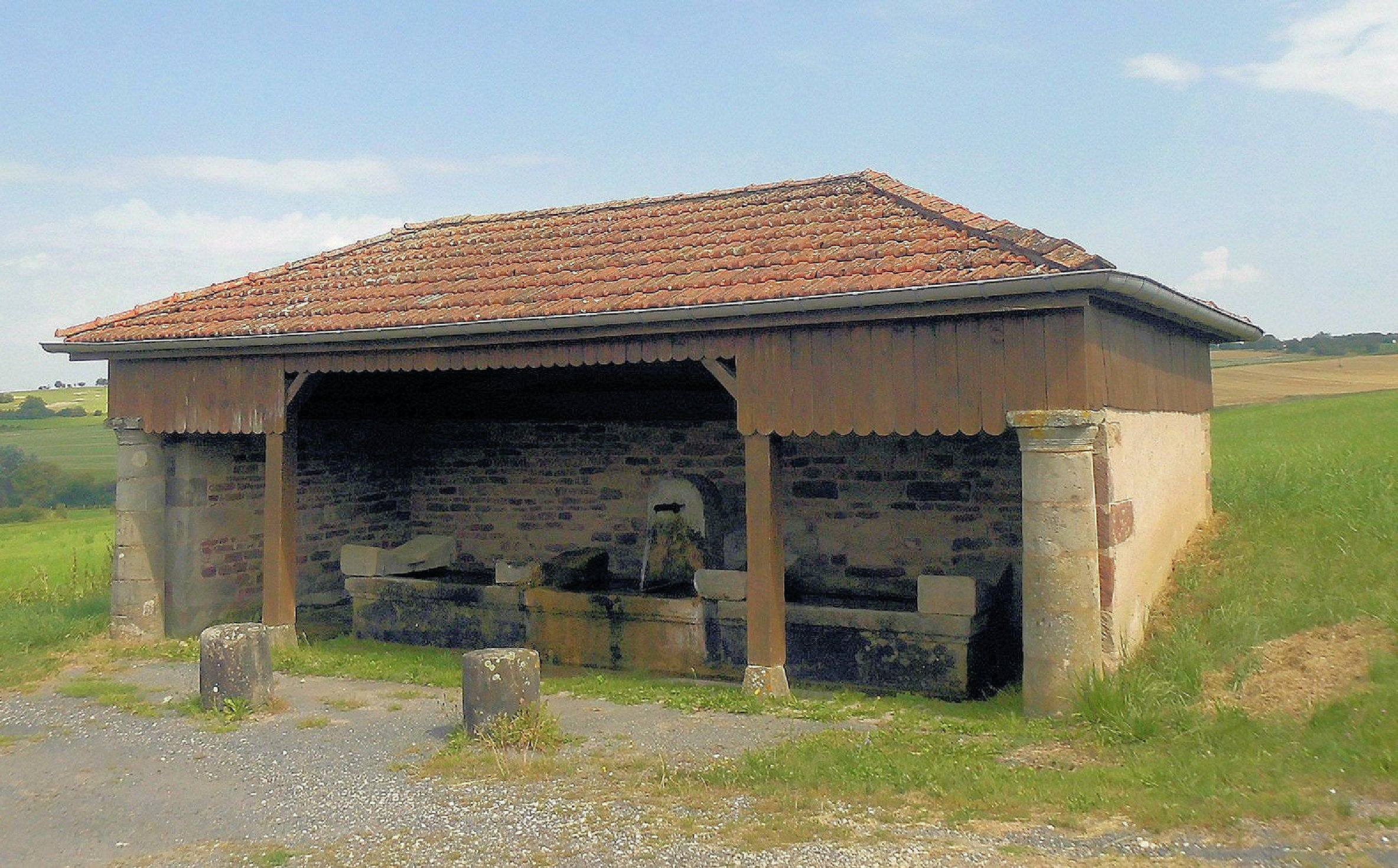
Lavoir
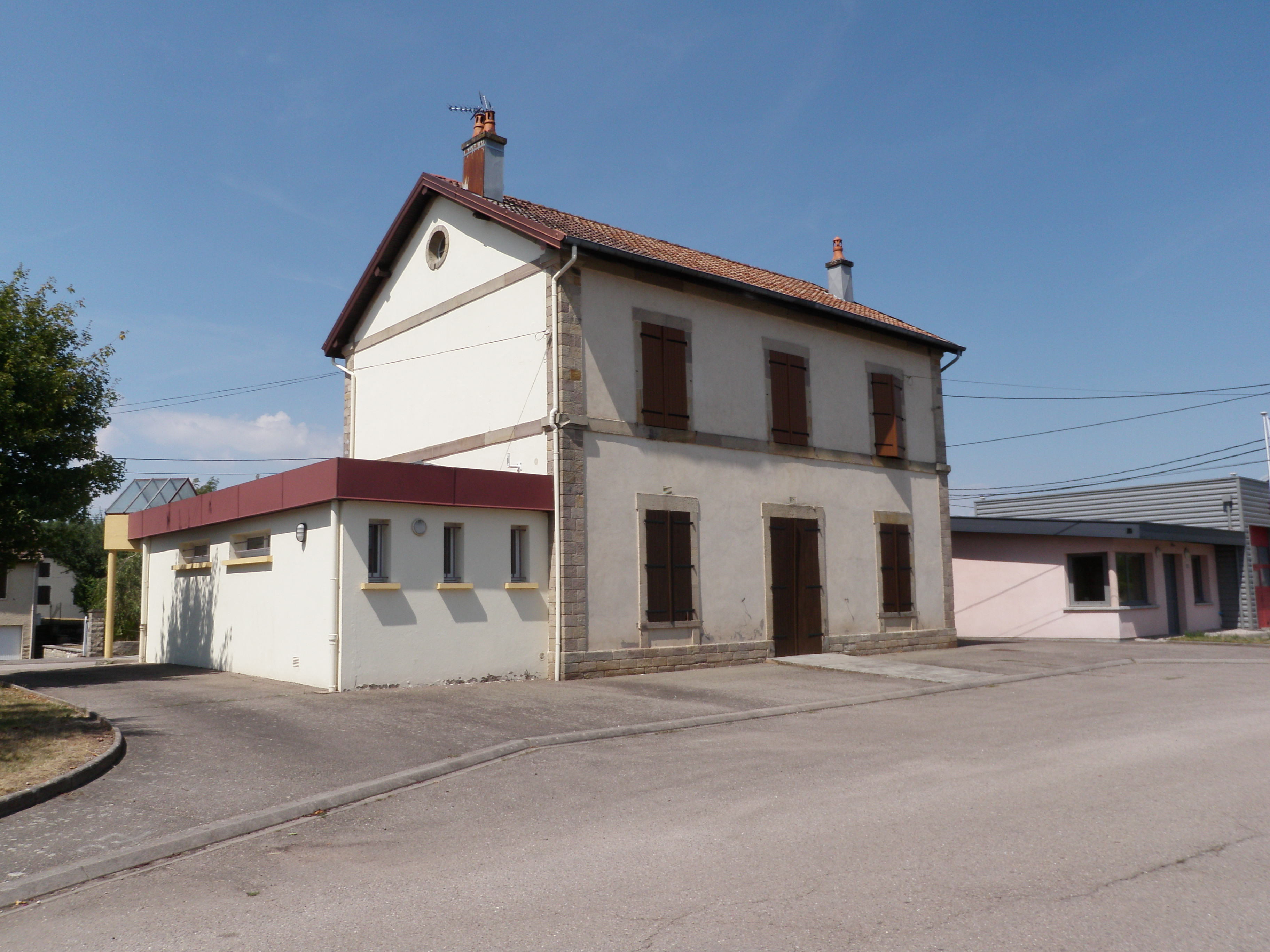
Ehemaliges Bahnhofsgebäude
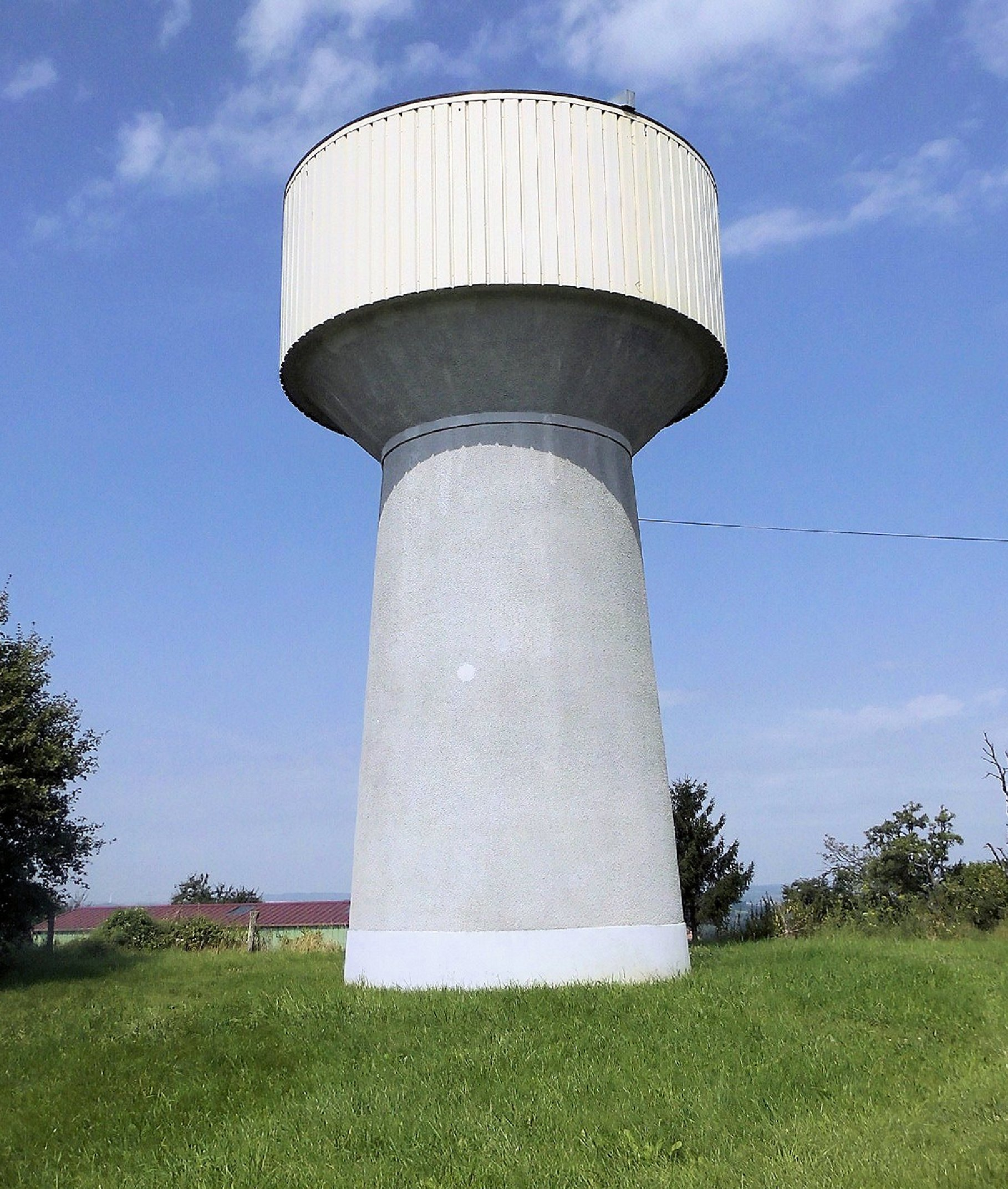
Wasserturm in Harol
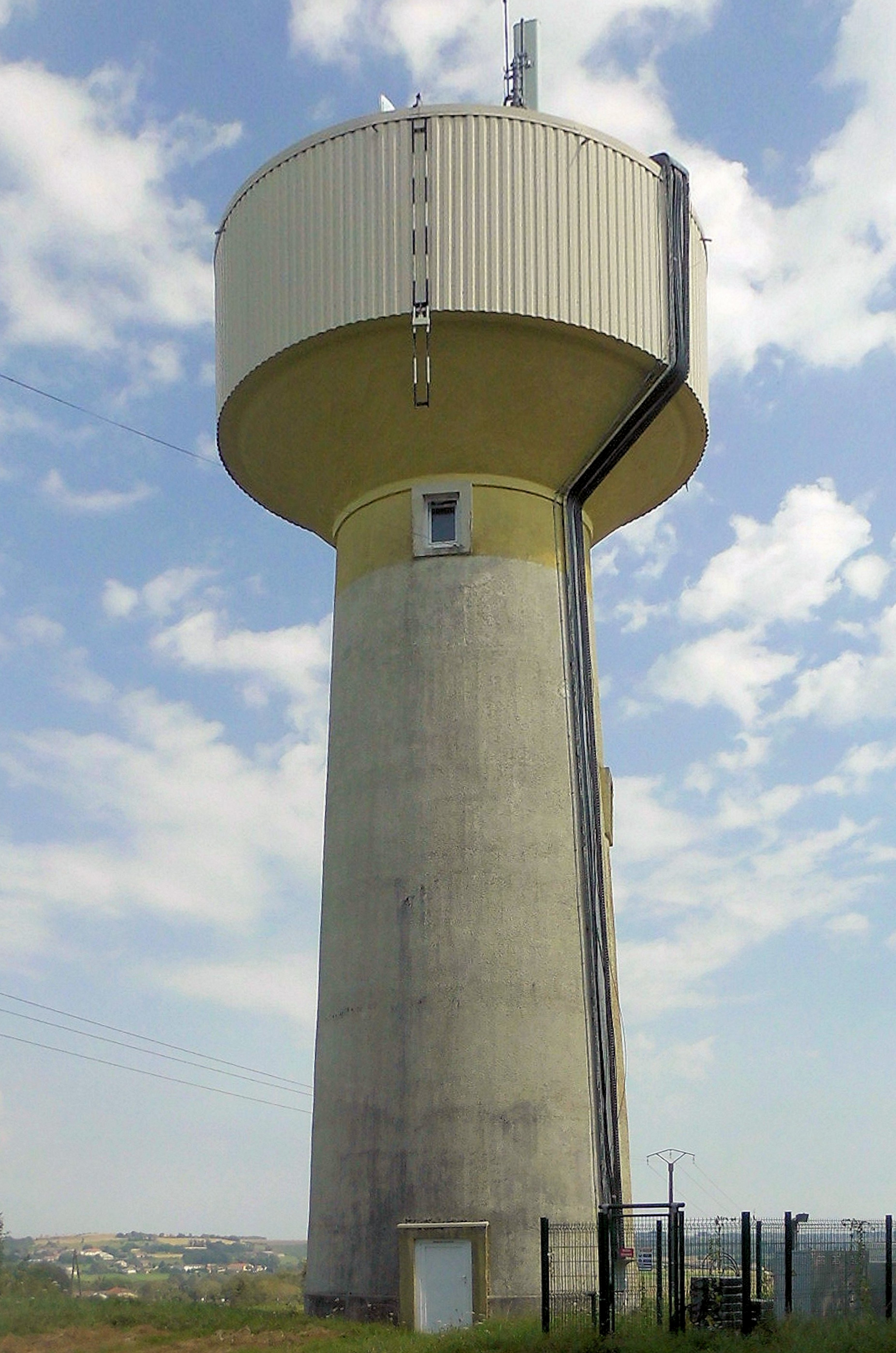
Wasserturm nahe dem Ortsteil Frison
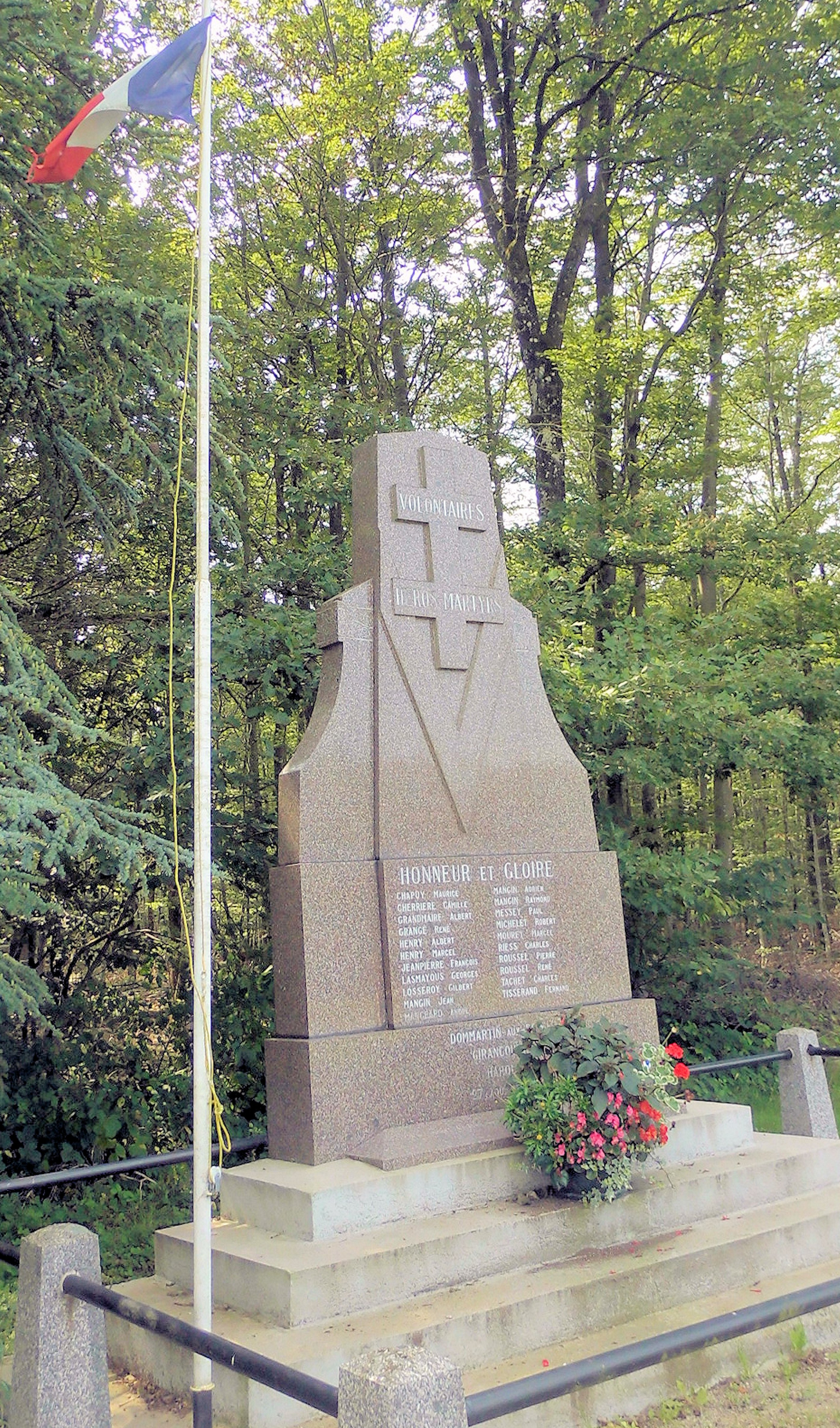
Gefallenendenkmal

## Wirtschaft und Infrastruktur
In der Gemeinde sind 20 Landwirtschaftsbetriebe ansässig (Gewürzpflanzenanbau, Milchwirtschaft, Zucht von Rindern und Geflügel). Größter Arbeitgeber in der Gemeinde ist jedoch Fournier SA. Das 1953 gegründete Unternehmen ist im Metallbau tätig und ein Zulieferer für die Automobilindustrie, die Druckindustrie, die Luftfahrt, die Papierindustrie sowie für den Klimaanlagenbau und die Werkzeugmaschinenherstellung.
In Harol befindet sich mit der Berufsschule des ländlichen Raums „La Providence“ (lycée professionnel rural „La Providence“ d’Harol) die einzige ihrer Art im Nordosten Frankreichs. Schwerpunkte sind dabei Dienstleistungsberufe im ländlichen Raum, Seniorenbetreuung, Gesundheits- und Sozialwesen sowie Kinderbetreuung.
In der Gemeinde Harol kreuzen sich die Fernstraßen D 4 (Mirecourt-Bains-les-Bains) und D 460 (Épinal-Darney). Fünf Kilometer östlich von Harol verläuft der Canal des Vosges.

## Belege
1. ↑  Ortsname auf cassini.ehess.fr
2. ↑  orgues.chez.com
3. ↑  Harol auf insee.fr
4. ↑  Harol auf cassini.ehess.fr
5. ↑  Landwirtschaftsbetriebe auf annuaire-mairie.fr (französisch)